# Julijans Vaivods
Julijans Vaivods (18 augustus 1895  – 24 mei 1990) was een Lets kardinaal van de Rooms-Katholieke Kerk.

## Biografie
Vaivods werd geboren in een dorp in Letgallen in 1895. In 1918 werd hij tot priester gewijd. Aanvankelijk werkte hij ook in Letgallen. In 1925 werd hij naar Koerland gezonden. In 1949 verkreeg hij de titel van Monseigneur. Tussen 1958 en 1960 werd Vaivods gevangengenomen door Sovjets. 
In 1964 werd hij geïnstalleerd als bisschop van Macriana. Hij nam in de jaren 60  deel aan het Tweede Vaticaans Concilie. In 1983 werd hij kardinaal gecreëerd door de heilige paus Johannes Paulus II.
Met het overlijden van Pietro Parente in 1986 werd hij de oudst nog levende kardinaal. In 1990 overleed Vaivods op 94-jarige leeftijd.
- Gemeinsame Normdatei: 119300249
- International Standard Name Identifier: 0000 0000 3126 3437
- Library of Congress Control Number: n94104339
- Nationale Bibliotheek van Letland: 000007231
- Virtual International Authority File: 45108505
- WorldCat: E39PBJdrHT8BKj6xt388HVB3wC